# Estación de Vilapicina
Vilapicina es una estación de la línea 5 del Metro de Barcelona situada debajo del paseo de Fabra y Puig en el distrito de Nou Barris de Barcelona.
En esta estación se ubican también unos talleres y cocheras del Metro de Barcelona.

## Historia
La estación de Vilapicina fue proyectada por primera vez en 1953, cuando el Ayuntamiento de Barcelona acordó la creación de una nueva línea de metro, bautizada como Transversal Alto. Concretamente, esta estación formaba parte de un ramal que uniría la estación de Sagrera, que venía dando servicio al Metropolitano Transversal (actual línea 1) y una nueva estación en la plaza de Ibiza del barrio de Horta.
Se decidió que el primer tramo construido de la nueva línea fuese desde Sagrera (actualmente La Sagrera) hasta Vilapiscina, nombre inicial de la estación, pasando por Viviendas del Congreso (actualmente Congrés), Maragall y Virrey Amat (actualmente Virrei Amat). Las obras de este tramo fueron adjudicadas el 27 de mayo de 1955 a la empresa Ferrocarril Metropolitano de Barcelona. En 1956, mientras se realizaban estas obras, el Ministerio de Obras Públicas dio luz verde a la construcción de la segunda sección de la línea, de Vilapiscina a Horta. Sin embargo, los trabajos no empezaron hasta el 20 de marzo de 1964.
El 21 de julio de 1959 Barcelona inauguró su nueva línea de metro: Sagrera-Vilapiscina. El acto inaugural estuvo presidido por el alcalde de la ciudad, José María de Porcioles, y el arzobispo de Barcelona, Gregorio Modrego. La comitiva de autoridades recorrió la nueva línea en un convoy de la serie 600, hasta llegar a la estación de Vilapiscina, en cuyo exterior tuvieron lugar los discursos oficiales. Así lo recogía la crónica publicada en La Vanguardia:

Fueron visitando, asimismo, las estaciones de Maragall y Virrey Amat y, por último, la de Vilapiscina, donde la comitiva salió hasta la gran plaza, en la que se congregaba nutridísimo gentío de las barriadas del Turó de la Peira, Verdún y Santa Eulalia de Vilapiscina, que recibió la presencia de las autoridades con clamorosos aplausos de homenaje. En aquel lugar se encontraba la Banda Municipal, que, bajo la dirección del maestro Pich Santasusana, dio un selecto concierto, contribuyendo a la brillantez del acto. En una amplia tribuna, dispuesta al efecto, tuvo lugar el acto oficial de entrega a la ciudad del nuevo ferrocarril subterráneo […] 
El alcalde, don José María de Porcioles, pronunció un sentido discurso, subrayando que el acto que se celebraba constituía, en realidad, un paso decisivo en la resolución del problema del transporte que Barcelona tiene planteado.
La Vanguardia, 22 de julio de 1959

En 1961, tras la fusión de los dos compañías que operaban el metro barcelonés (Gran Metropolitano de Barcelona SA y Ferrocarril Metropolitano de Barcelona SA), la línea Sagrera-Vilapiscina pasó a denominarse Línea II. Vilapiscina funcionó como terminal de la línea durante casi una década, hasta que el 5 de octubre de 1967 se inauguró la prolongación a la estación de Horta.
En junio de 1970, la Línea II quedó absorbida por la Línea V, que en 1982 adoptó la numeración arábiga y pasó a llamarse Línea 5, al tiempo que esta estación cambió su nombre por Vilapicina, eliminando la "s".

### Accidentes
El 9 de octubre de 1996 la estación fue escenario de uno de los mayores accidentes de la historia del Metro de Barcelona, cuando un tren se empotró contra un túnel. El convoy siniestrado había entrado en la estación por una vía de servicio para recoger los pasajeros de otro vehículo que había quedado averiado en la vía principal, dirección Horta. Al reanudar la marcha, no se produjo el cambio de agujas que debía conducir al tren a la vía principal, por lo que este prosiguió por la vía muerta, chocando finalmente contra el muro de hormigón que cerraba el ramal de servicio. A causa del impacto 26 pasajeros resultaron heridos aunque, según declaró el director del Metro de Barcelona, Agustín del Castillo, la baja velocidad a la que circulaba el vehículo, 15 km/h, evitó un accidente más grave.
El 29 de octubre de 2009 se registró un nuevo accidente, este sin víctimas, cuando un convoy descarriló en esta estación. El tren, que viajaba sin pasajeros, quedó bloqueado sobre el cambio de agujas de la vía de servicio cuando se incorporaba a la circulación. Aunque no hubo heridos, el sinistro obligó a detener la circulación de trenes durante varias horas.

## Descripción
Vilapicina tiene tres vías: dos principales y una secundaria para que los trenes puedan entrar o salir de las cocheras y talleres de Vilapicina que están a unos metros de la estación.

## Líneas
| << cabecera     | < estación  | línea | estación > | cabecera >>   |
| --------------- | ----------- | ----- | ---------- | ------------- |
| Metro           |             |       |            |               |
| Cornellà Centre | Virrei Amat |       | Horta      | Vall d'Hebron |